# 奢侈品等製造販売制限規則
奢侈品等製造販売制限規則（しゃしひんとうせいぞうはんばいせいげんきそく、旧字体：奢侈品等製造󠄁販賣制限規則、昭和15年商工省・農林省令第2号）とは1940年7月6日に発布、翌7月7日より施行された、当時の商工省（現：経済産業省）および農林省（現：農林水産省）が国家総動員法を根拠に発した、不急不用品・奢侈贅沢品・規格外品等の製造・加工・販売を禁止する省令。一般には施行日をとって七・七禁令（しちしちきんれい）とも呼ばれた。

## 背景
日中戦争の長期化によって、日本国内では各種物資が不足してきていた。一方で戦争は好景気をもたらし、軍需成金が多数生まれ、こうした人々を中心にいわゆる高級品の売れ行きも好調であった。このような状況を背景に、高まっていた庶民の反感をなだめるとともに、華美な装飾品を規制することによって銃後の引き締めを図る狙いがあった。

## 講演
- 内務省藤枝泉介『豪奢品等製造販売制限に関する講演』、1940年。

## 一律に対象になった品目
- 宝石製品
- 象牙製品
- 銀製品

## 一定価格以上のものが対象になった品目
- オーダーメイドスーツ - 夏物100円以上、冬物130円以上
- ワイシャツ - 10円以上
- 腕時計 - 50円以上
- 靴 - 35円以上
- カメラ - 500円以上[1]
- シャープペンシル - 3円以上
- 苺・メロン - 100匁あたり2円以上

## 後に禁令対象外となったもの
皇紀2600年を祝う紀元二千六百年奉祝美術展の開催に当たり、美術家が作成する美術工芸品に関しては免除されることが1940年8月に決定された。